# النبهانیه
النبهانیه (به عربی: النبهانیة) یک منطقهٔ مسکونی در عربستان سعودی است که در استان قصیم واقع شده‌است.